# Comuna Zaricicea, Ovruci
Zaricicea (în ucraineană Зарічанська сільська рада) este o comună în raionul Ovruci, regiunea Jîtomîr, Ucraina, formată din satele Ostriv și Zaricicea (reședința).

## Demografie
Componența lingvistică a comunei Zaricicea
     Ucraineană (97,62%)
     Rusă (2,13%)
     Alte limbi (0,25%)
Conform recensământului din 2001, majoritatea populației comunei Zaricicea era vorbitoare de ucraineană (97,62%), existând în minoritate și vorbitori de rusă (2,13%).